# Seadragon Mobile
Seadragon Mobile — програма для перегляду зображень на смартфоні iPhone, розроблена корпорацією Microsoft.
Seadragon Mobile може відображати на одному екрані як всі обрані користувачем картинки, так і максимально наближати окремі ділянки однієї фотографії. Поширюється безкоштовно, доступна на Apple App Store. Ця програма створена на основі технологій, використаних у продукті Microsoft Photosynth.

## Цікаві факти
Seadragon Mobile — перша програма для iPhone, розроблена корпорацією Microsoft.